# 克里莫尼迪茲戰爭
克里莫尼迪茲战争是发生于公元前267年到公元前261年之间的一场希腊城邦反对马其顿统治的战争。战争的导火索是托勒密急于扩张的欲望进一步激起了其对手马其顿人的不满。托勒密的野心受到了安提柯的船队的威胁，因此在希腊，托勒密静心构建了一支反马其顿同盟，通过向雅典供应粮食，他设法获得了雅典的支持。
在雅典的反马其顿集团由斯多葛学派的克里莫尼迪茲领导，他取得政权然后对马其顿王朝宣战，时间大概是公元前268年的秋天。冲突发生的第一年，只有轻微的对抗冲突。然而在公元前266年，战争的矛头转向，在公元前265年，在科林斯湾外，安提柯二世赢得决定性的和压倒性的胜利，而斯巴达国王阿萊烏斯一世戰败。